# إليزابيث الكسندر (سيدة أعمال)
إليزابيث الكسندر (بالإنجليزية: Elizabeth Alexander)‏ هي سيدة أعمال أسترالية، ولدت في 16 أبريل 1943 في ملبورن في أستراليا.